# Uniontown (Washington)
Uniontown est une ville située dans le comté de Whitman dans l'État de Washington, aux États-Unis. Elle comptait 294 habitants au recensement de 2010.